# Turkmeni
Turkmenii sau turcmenii (cunoscuți în trecut și sub numele de turcomani) sunt un popor asiatic de origine turcică. În prezent, statul național al turkmenilor este Republica Turkmenistan, unde aceștia constituie populația dominantă.

## Istorie
Turkmenii aparțin ramurii oghuze a marii familii a semințiilor turcice care ocupă până în zilele noastre un areal geografic imens, de la strâmtoarea Bosfor până la Lacul Baikal, atingând Oceanul Pacific în Yakutia. Din multe puncte de vedere turkmenii întruchipeaza fidel atât cultural cât și genetic, prototipul arhaic al vechilor sau proto-turcilor. Datorită conservatorismului extrem al acestora, fărâmițării tribale și autarhismului precum și a cutumelor păstrate cu intransigență, acest prototip rămâne chiar până azi nealterat. Spre deosebire de turcii propriu-ziși, nu puțini turcmeni au adesea o înfățișare în care fenotipul mongoloid este evident. Coexistă însă o varietate de înfățișări: unele triburi, cum ar fi Yomut (Yomud) au absorbit elemente fino-ugrice și nu puțini turcmeni, prezintă blondism incipient, mai ales în copilărie și adolescență. Altele au incorporat elemente etnice persane sau aparținând vechilor mezi din antichitate, sau mai recent, în cazul Qashgailor, amestecându-se cu coloniștii portughezi medievali care au rezidat o vreme în zona Hormuz.

## Triburi și etno-geografie
Tradițional au existat șase mari triburi turkmene care uneori au luptat unul împotriva altuia uneori până la decimare: Teke (Tekke), Yomut (Yomud), Arsary (Ersary), Chowdur (Choudur), Saryk (Saryq) și Salyr (Salor) ultimul din ele devenind extinct în secolul trecut. În Anatolia, iurucii nomazi sunt denumiți adesea și "turcomani".
În afara  Turkmenistan-ului, există însemnate comunități de turcmeni în Iran respectiv Afghanistan. În Iran, ei sunt concentrați în nord-est, pe țărmurile Mării Caspice, în așa-numita "Turkman Sahra".  Turkmenii de aici consistă în patru triburi: Yomut, Guklan, Nokhorli respectiv Tekké.  Tribul Yomut constă în două subtriburi: Atabay respectiv Jafarbay.